# Raymond Little
Raymond Little, właśc. Raymond Demerest Little (ur. 13 lipca 1889 w Pensylwanii; zm. 15 lutego 1971 w Filadelfii) – amerykański tenisista, zwycięzca U.S. National Championships 1911 w grze podwójnej i U.S. National Championships 1901 w grze mieszanej, reprezentant kraju w Pucharze Davisa.
Zginął śmiercią samobójczą w swoim mieszkaniu.

## Kariera tenisowa
Little startując na U.S. National Championships (obecnie US Open) zwyciężył w konkurencji gry podwójnej w 1911, a w latach 1900, 1904, 1908, 1912 był finalistą debla. W grze mieszanej wygrał tytuł w 1901, a w 1908 i 1909 awansował do finału. W singlu dwukrotnie osiągnął półfinał, w latach 1901 i 1906. W 1906 zagrał na Wimbledonie awansując do ćwierćfinału gry pojedynczej i półfinału gry podwójnej.
W latach 1906, 1909, 1911 reprezentował Stany Zjednoczone w Pucharze Davisa, notując bilans trzech zwycięstw i pięciu porażek. Edycje te kończyły się porażkami USA w finale.

### Finały w turniejach wielkoszlemowych

#### Gra podwójna (1–4)
| Końcowy wynik | Nr | Data | Turniej                              | Nawierzchnia | Partner          | Przeciwnicy                   | Wynik finału            |
| ------------- | -- | ---- | ------------------------------------ | ------------ | ---------------- | ----------------------------- | ----------------------- |
| Finalista     | 1. | 1900 | U.S. National Championships, Newport | Trawiasta    | Fred Alexander   | Dwight Davis Holcombe Ward    | 4:6, 7:9, 10:12         |
| Finalista     | 2. | 1904 | U.S. National Championships, Newport | Trawiasta    | Kreigh Collins   | Holcombe Ward Beals Wright    | 6:1, 2:6, 6:3, 4:6, 1:6 |
| Finalista     | 3. | 1908 | U.S. National Championships, Newport | Trawiasta    | Beals Wright     | Fred Alexander Harold Hackett | 1:6, 5:7, 2:6           |
| Zwycięzca     | 1. | 1911 | U.S. National Championships, Newport | Trawiasta    | Gustave Touchard | Fred Alexander Harold Hackett | 7:5, 13:15, 6:2, 6:4    |
| Finalista     | 4. | 1912 | U.S. National Championships, Newport | Trawiasta    | Gustave Touchard | Tom Bundy Maurice McLoughlin  | 6:3, 2:6, 1:6, 5:7      |

#### Gra mieszana (1–2)
| Końcowy wynik | Nr | Data | Turniej                                 | Nawierzchnia | Partnerka             | Przeciwnicy                                 | Wynik finału  |
| ------------- | -- | ---- | --------------------------------------- | ------------ | --------------------- | ------------------------------------------- | ------------- |
| Zwycięzca     | 1. | 1901 | U.S. National Championships, Filadelfia | Trawiasta    | Marion Jones Farquhar | Myrtle McAteer Clyde Stevens                | 6:4, 6:4, 7:5 |
| Finalista     | 1. | 1908 | U.S. National Championships, Filadelfia | Trawiasta    | Louise Hammond        | Edith Rotch Nathaniel Niles                 | 4:6, 6:4, 4:6 |
| Finalista     | 2. | 1909 | U.S. National Championships, Filadelfia | Trawiasta    | Louise Hammond        | Hazel Hotchkiss Wightman Wallace F. Johnson | 0:6, 2:6      |